# Marcelle Capy
Marcelle Capy, pseudonimo di Marcelle Marquès (Cherbourg, 16 marzo 1891 – Pradines, 6 gennaio 1962), è stata una giornalista e scrittrice francese, militante sindacalista, pacifista, femminista libertaria.

## Biografia
Fu la direttrice della Ligue des Droits de l'Homme e fondatrice del periodico La Vague. All'interno dei suoi libri, delle sue conferenze e dei suoi articoli, sostenne una triplice lotta: per la pace, denunciando l'orrore e l'assurdità della guerra; femminista, sottolineando il ruolo fondamentale delle donne nella società moderna e socialista liberitaria di carattere soprattutto morale e filosofico, sostenendo il dovere della solidarietà.

### Origini e formazione
La sua famiglia era di origini contadine. Suo padre, Jean Marques, era ufficiale d'artiglieria e di marina. Marcelle ha adottato come pseudonimo il nome patronimico di sua madre. Frequentò gli studi secondari a Toulouse e in seguito fu ammessa alla classe preparatoria per l'École normale supérieure de Sèvres. A 18 anni conobbe Jean Jaurès a Tolosa e a seguito di questo incontro decise di diventare scrittrice, giornalista e militante.

### La Prima Guerra Mondiale

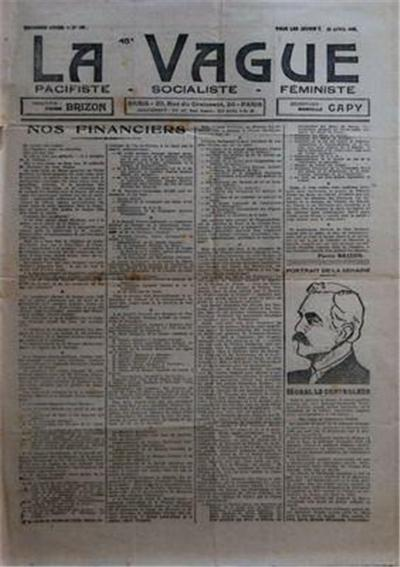
La Vague (data non visibile).

Collaborò con La Voix des Femmes e La Bataille syndicaliste. All'interno di quest'ultimo giornale pubblicò, tra il 1913 e il 1914, diversi articoli che denunciavano le condizioni infernali delle donne impiegate nelle fabbriche di Lille ma se ne allontanò, insieme a Fernand Desprès, nell'agosto 1915, quando il giornale sostenne la causa della guerra.
Nel 1916 pubblicò, sotto lo pseudonimo di Marcelle Capy, la sua prima opera, Une voix de femme dans la mêlée, con la prefazione di Romain Rolland. Si tratta di un vibrante manifesto di denuncia dell'orrore della guerra, che per questo venne sottoposto a censura. Le sue lettere iniziarono ad essere sorvegliate dalla polizia.
Tra novembre 1917 e gennaio 1918 lavorò in anonimato in una fabbrica di armamenti riportando la sua testimonianza diretta nel giornale La Voix des Femmes. Il 5 gennaio 1918 fu tra le fondatrici del periodico antimilitarista La Vague all'interno del quale si occupava della redazione.

### Tra le due guerre

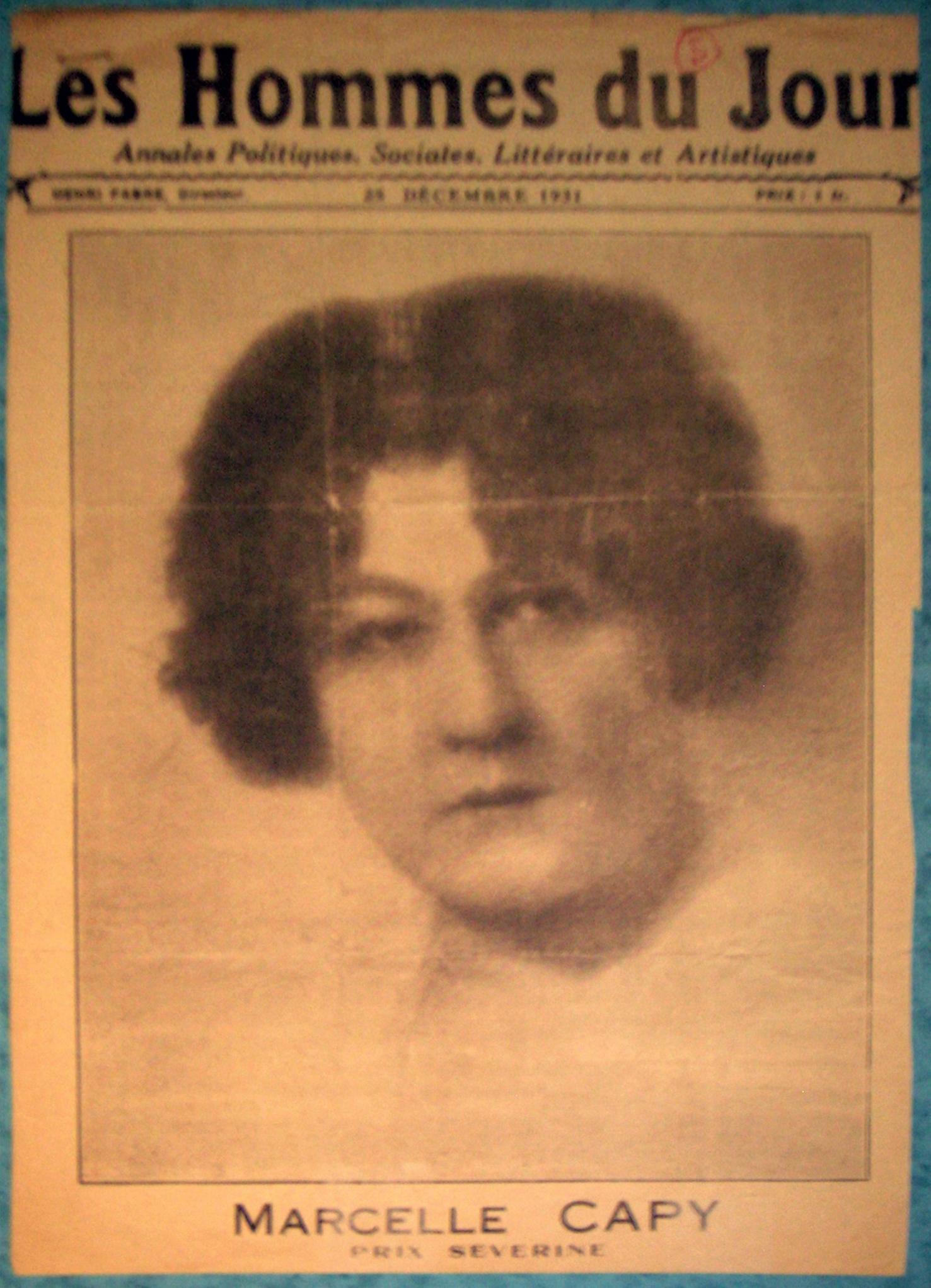
Marcelle Capy sur la Une de Les hommes du jour du 25 décembre 1931.

Nel 1925 scrisse L'amour Roi e Des hommes passèrent..., la sua opera maggiore, premiata con il prix Séverine de l'Association des femmes journalistes. Questo romanzo racconta il "passaggio", all'interno delle famiglie di Pradines, dei prigionieri tedeschi venuti per rimpiazzare gli uomini francesi, partiti per il fronte, nel lavoro nei campi.
Incontrò Henri Barbusse, Romain Rolland, Joseph Caillaux e Anatole de Monzie, tenendo conferenze in Europa, Stati Uniti e in Canada.
All'inizio degli anni 1930 partecipò alla Lega internazionale dei combattenti per la pace (LICP), all'interno della quale ricoprì il ruolo di "responsabile della propaganda", tenendo conferenze insieme a Robert Jospin.
Nel 1934 pubblicò Femmes seules, un romanzo diviso in tre stagioni. Nel 1936, "vedendo che tutto sta ricominciando", pubblicò nuovamente Une voix de femme dans la mêlée. Questa volta il testo non subì la censura del 1916.

### Seconda Guerra Mondiale e anni seguenti
Fu membro della Lega internazionale contro l'antisemitismo all'inizio degli anni 1930. Nonostante ciò, durante l'occupazione, scrisse per il Germinal, un giornale favorevole alla Collaborazione, per il quale scriveva anche Robert Jospin.
In seguito alla guerra scrisse due romanzi : La vie tient à un fil e L'Égypte au cœur du monde, in cui racconta un viaggio fatto per andare a visitare la sorella maggiore, Jeanne Marques, giornalista e conferenziera legata agli ambienti intellettuali, artistici e progressisti egiziani.
Nel 1951 partecipò alla fondazione del Comitato nazionale di resistenza alla guerra e all'oppressione (CNRGO), di Félicien Challaye e Émile Bauchet.

## Omaggi
Séverine disse di lei, ne La Vie féminine del 2 luglio 1916 : « Giovane, robusta, fremente d'amore per la miseria umana e di rivolta contro chi la sfrutta, si getta nella mischia ("dans la mêlée") senza esitazioni. »

## Opere

### Libri
- Une voix de femme dans la mêlée, Paris, Éd. Paul Ollendorf, 1916[13].
- La défense de la vie, Paris, Éd. Ollendorf, 1918.
- L’Amour roi, Paris, Société mutuelle d’édition, 1925.
- Des hommes passèrent.., Éd. du Tambourin, 1930.
- À bas les armes ! : discours prononcé au cours de la Croisade de la Paix organisée par la Ligue internationale des combattants de la paix, Paris, Patrie humaine, 1932.
- De l'amour du clocher à l'amour du monde, conférence au groupe républicain lotois à Paris, Paris, Éd. Brutus, 1932.
- À bas les armes !, Paris, LICP, 1933.
- Femmes seules, Paris, Éd. Marqués, 1934.
- Du côté du soleil, Alger', Éd. Braconnier Frères, 1935.
- Avec les travailleurs de France, Paris, édité par l'auteur, 1937.
- Femmes seules, Tarbes, Éd. Hunault, 1939.
- L'Égypte au cœur du monde, Paris, Éd. Denoël, 1950.
- L'homme et son destin, conférence donnée à la salle de la Société de Géographie, Paris, Éd. de l'école addéiste, 1951.

### Prefazioni
- Alexandra Kollontai, La Femme nouvelle et la Classe ouvrière, Bruxelles, l'Eglantine, 1932.

### Articoli
- « L'usine de la Lampe Osram. Ce que j'ai vu », La Bataille syndicaliste, 3 ottobre 1913[14].
- « Filature du coton », La Bataille syndacaliste, 9 aprile 1914.[15]
- sei articoli 1913-1914[16]